# 野一祐子
野一 祐子（のいち ゆうこ、1983年3月11日 - ）は、日本の女性声優。兵庫県出身。

## 来歴
2025年3月31日、同日付でオフィスPACが事業停止したことに伴い、翌4月1日付でフリー転向。

## 人物
趣味・特技はバドミントン、関西弁。

## 出演

### テレビアニメ
- 残響のテロル（2014年、職員）
- 牙狼〈GARO〉 -炎の刻印-（2014年）
- アクエリオンロゴス（2015年、清掃員B）
- 鹿楓堂よついろ日和（2018年、お母ちゃん）
- 永久少年 Eternal Boys（2022年 - 2023年、満田福子[5]）
- カラオケ行こ!（2025年、聡実の母[6]）

### 劇場アニメ
- 永久少年 Eternal Boys NEXT STAGE（2023年、満田福子[7]）

### ゲーム
- New みんなのGOLF（2017年）
- ファイナルファンタジーVII リバース（2024年）

### 吹き替え

#### 映画
- アンダーワールド 覚醒
- 大人の女子会 ナイトアウト（ブリジット）
- ジャンゴ 繋がれざる者
- 白雪姫と鏡の女王
- ソウ ザ・ファイナル 3D
- トランスフォーマー/ダークサイド・ムーン
- ニード・フォー・スピード
- ハーレイ・クインの華麗なる覚醒 BIRDS OF PREY（イー検事補〈アリ・ウォン〉[8]）
- バイオハザード: ザ・ファイナル（アビゲイル〈ルビー・ローズ〉） ※劇場公開版[9]
- バック・トゥ・ザ・フューチャー（ニュースキャスター、奥さん）※BSジャパン版
- マイティ・ソー
- ミッション:インポッシブル/ゴースト・プロトコル
- ミュータント・タートルズ（女性科学者1）
- ライオン・キング（ホロホロ鳥）

#### ドラマ
- 赤と黒（ウン部長）
- ALCATRAZ/アルカトラズ
- イージー
- エレメンタリー ホームズ&ワトソン in NY
- 愛しのホロ
- お母さん交換 家族改造計画
- キム・マンドク〜美しき伝説の商人（トクパルの母 他）
- グッド・ワイフ3
- グッドラック・チャーリー
- クリミナルマインド7
- GRIMM/グリム
- ゴースト 〜天国からのささやき5
- コールドケース7
- 殺人を無罪にする方法（ティーガン・プライス）
- THE MENTALIST/メンタリストの捜査ファイル
- ザ・リターン（幼いアビー）
- しあわせの処方箋3
- CSI:科学捜査班10
- ドクターハウス/Dr.HOUSE
- ナース・ジャッキー4
- ビッグバン★セオリー/ギークなボクらの恋愛法則（エイミー）
- ファミリー・ストーリー 〜これみんな家族なの?〜
- フラッシュフォワード
- ブルーブラッド 〜NYPD家族の絆〜 2
- ブログ犬 スタン
- プロポーズ大作戦〜Mission to Love
- ボードウォーク・エンパイア 欲望の街
- ホワイトカラー
- ミス・マープル 5 鏡は横にひび割れて
- リゾーリ&アイルズ ヒロインたちの捜査線2
- レイ・ドノヴァン ザ・フィクサー（フランシス）
- レバレッジ 〜詐欺師たちの流儀2
- LAW & ORDER:犯罪心理捜査班
- LAW & ORDER:LA

#### アニメ
- インサイド・ヘッド（ママのビビリ）
- インサイド・ヘッド2[10]（ママのビビリ）
- セイス・マノス（イザベラ）
- タンタンの冒険/ユニコーン号の秘密
- ちいさなプリンセス ソフィア（エレクトラ）
- パラノーマン ブライス・ホローの謎
- プレーンズ2/ファイアー&レスキュー（ウェートレス）
- ミッキーマウス!
- モンスターズ・ユニバーシティ
- ライオン・ガード

### ボイスオーバー
- あなたが知らない10の歴史秘話
- アメリカ南部”ディキシー”を知ってるかい?
- 宇宙開発：国際競争の歴史/Moon Machines
- 現代の驚異
- 13th -憲法修正第13条-（アンジェラ・デイヴィス）
- ザ・製造工程〜それって何手間かかります?〜
- 死を招く運命の出会い/Fatal Encounters
- 世界終焉へのカウントダウン
- トイランド〜おもちゃ開発の舞台裏〜
- 七つの大罪
- ECOMING〜目指す自分になるために（アイーシャ・デイビス）
- マーサ・スチュワート・ショー
- ミート・ザ・ミート〜アメリカ肉の旅〜

### 舞台
- お綾や、お謝りなさい
- ソープ オペラ
- メアリー・スチュアート
- 見よ、飛行機の高く飛べるを
- ナースコール